# Liste des espèces de Bromeliaceae des Petites Antilles
Le tableau suivant représente une liste des espèces de Bromeliaceae originaires des Petites Antilles. Cette liste n'est que partielle, elle est centrée sur la Martinique, la Guadeloupe et Sainte-Lucie.
| Espèce et synonymes                                                                         | Description                                                                      | Répartition | Photo                                 |  |
| Aechmea flemingii Ananas-bois.                                                              | Épiphyte                                                                         | - Guadeloupe |                                       |  |
| Aechmea reclinata                                                                           | Épiphyte, feuilles vertes plutôt claires, petites fleurs violettes               | - Martinique | Aechmea reclinataa                    |  |
| Aechmea serrata Aechmea dichlamydea Ananas-Bois.                                            | Épiphyte Hauteur 80 cm                                                           | - Guadeloupe: Gourbeyre (Morne Goblin), Houëlmont (batterie), Pointe-Noire aGommier), Deshaies (près de la mer), (en dessous de 600 m) - Martinique: Champflore, plateau des Trois-Ilets, hauteurs de La Régale, etc.                                                           | Aechmea serrata                       |  |
| Aechmea smithiorum Ananas-Bois.                                                             | Epiphyte, rarement terrestre.                                                    | - Montserrat, Guadeloupe, Dominique, Martinique, St. Lucie, St. Vincent, Grenade. | Aechmea smithiorums                   |  |
| Bromelia karatas                                                                            | Herbacée de grande taille                                                        | - Grandes Antilles, Guadeloupe, Dominique, Martinique, St. Lucie, Barbade, Amérique Centrale et Amérique du Sud. | Bromelia karatas                      |  |
| Catopsis floribunda                                                                         | Epiphyte.                                                                        | - Grandes Antilles, Petites Antilles, Amérique Centrale et Amérique du Sud. | Catopsis floribunda                   |  |
| Catopsis nitida Catopside luisant                                                           | Haut de 30 cm.                                                                   | - Guadeloupe: Gourbeyre, Deshaies, Pointe-Noire, Gommier, les Palmistes, Trois-Rivières entre 300 et 500 m d'altitude - Martinique: Trois-Rets, La Régale | Catopsis nitida                       |  |
| Catopsis nutans Catopside penché                                                            | Haut de 60 cm.                                                                   | - Guadeloupe: Gourbeyre, Deshaies, Pointe-Noire, Gommier, les Palmistes, Trois-Rivières entre 300 et 500 m d'altitude - Martinique: Hauteurs de Case-Pilote et de Case-Navire                                                                                                   |                                       |  |
| Catopsis sessiliflora                                                                       | Petite taille.                                                                   | - Guadeloupe: forêts mésophiles - Martinique: forêts mésophiles | Catopsis sessiliflora                 |  |
| Glomeropitcairnia penduliflora Ananas Grand-Bois                                            | Épiphyte ou terrestre Grande taille                                              | - Guadeloupe: forêts hygrophiles - Martinique: forêts hygrophiles | Glomeropitcairnia penduliflora        |  |
| Guzmania dussii                                                                             | Haut de 80 cm.                                                                   | - Guadeloupe: Bains-Jaunes, Matouba (Matelyane), bois supérieurs du Gommier entre 500 m et 900 m d'altitude. |                                       |  |
| Guzmania lingulata Ananas-Bois                                                              | Haut de 50 cm.                                                                   | - Guadeloupe: Bains-Jaunes, Matouba (Matelyane), bois supérieurs du Gommier vers 500 m d'altitude Martinique: - Surinam, Guyane, Venezuela, Amérique centrale. | Guzmania lingulata                    |  |
| Guzmania plumieri Ananas-Jaune Montagne                                                     | Terrestre Hampe florale atteignant 1 m. de haut.                                 | - Guadeloupe: La Soufrière, Grande-Découverte de 900 à 1800 m - Martinique: Montagne-Pelée, Pitons-du-Carbet, Piton-Gelé. - Guyane: - Venezuela: Bolivar | Guzmania plumieri                     |  |
| Guzmania megastachya Ananas-Bois                                                            | Haut de 70 cm.                                                                   | - Guadeloupe: Bains-Jaunes, Matouba (Matelyane), bois supérieurs du Gommier vers 500 m d'altitude |                                       |  |
| Pitcairnia bifrons P. bracteata P. latitolia P. sulfurea Ananas rouge montagne              | Terrestre, haut de 60-80 cm                                                      | - Guadeloupe: Savane aux Ananas, Savane à Mulets, cône et plateau de la Soufrière, Grande-Découverte, (au-dessus de 1000 m). - Martinique: Montagne-Pelée, Pitons-du-Carbet, Calebasse (rare), hauteurs de la Grande-Rivière, (au-dessus 600 m). - St. Kitt et St. Lucie.       | Pitcairnia bifrons                    |  |
| Pitcairnia penduliflora Glomeropitcairnia penduliflora Ananas grand-bois                    | Épiphyte Feuilles longues de 1 m                                                 | - Guadeloupe: Forêts humides des Bains-Jaunes, du Matouba, des Trois-Rivières, (entre 400 et 900 m) | Glomeropitcairnia penduliflora        |  |
| Pitcairnia angustifolia P. ramosa Ananas rouge bâtard                                       | Terrestre, cespiteux, haut de 70-90 cm.                                          | - Guadeloupe: Vieux-Fort, Gourbeyre, Houëlmont, rivières Rouge et Noire, Vieux-Habitants, Pointe-Noire, Deshaies, (en dessous de 500 m.) - Martinique: Rocher du Diamant, hauteurs de Case-Pilote, des Trois-Ilets, rochers de Sainte-Luce et de Rivière-Pilote                 | Pitcairnia angustifolia               |  |
| Tillandsia bulbosa Ananas-marron. Tillandsie bulbeux.                                       | Épiphyte, haut de 40 cm.,                                                        | - Guadeloupe: Peu répandu : çà et là au Camp-Jacob, à Bagatelle, à Choisy, au Parnasse, dans les hauteurs de Deshaies (entre 400 et 600 m.) - Absent de Martinique | Tillandsia bulbosa                    |  |
| Tillandsia fasciculata Ananas sauvage Thillandsie à épis fasciculés.                        | Épiphyte Feuilles longues de 50 cm                                               | - Guadeloupe: Falaises de rivières: Rivière-Noire, Vieux-Habitants, jusqu'à 300 mètres d'altitude. | Tillandsia fasciculata                |  |
| Tillandsia polystachia Ananas sauvage. Tillandsie à épis nombreux.                          | Épiphyte, haut de 60 cm                                                          | - Guadeloupe: Bois des marécages du littoral de Port-Louis. - Martinique: Lamentin, Ducos (dans les endroits boisés près du bord de mer). | Tillandsia polystachia                |  |
| Tillandsia pulchella Petit ananas-sauvage. Tillandsie gracieux.                             | Épiphyte, haut de 15 cm.,                                                        | - Absent de Guadeloupe, - Martinique: Rare, sur les petits arbres, dans les mornes inférieurs, secs et pierreux du Fond Layette, jusqu'à 300 m. | Tillandsia tenuifolia var. tenuifolia |  |
| Tillandsia recurvata Petit ananas sauvage. Barbe-z'arbre. Tillandsie à feuilles utriculées. | Épiphyte, haut de 20 cm.,                                                        | - Guadeloupe: Rare, Vieux-Habitants, Pointe-Noire. - Martinique: Collines sèches du Fond-Canonville, du Prêcheur, de la Rivière-Pilote, du Marin (morne Gommier)(jusqu'à 200m d'altitude)                                                                                       | Tillandsia recurvata                  |  |
| Tillandsia usneoides Barbe à l'arbre                                                        | Épiphyte, pendant, d'une longueur très variable.                                 | - Guadeloupe: Falaises abruptes de la rivière Noire,et mornes de Houëlmont (entre 200 et 700 m). - Martinique: Rochers des environs de la Rivière-Pilote, hauteur des Trois-Ilets.                                                                                              | Tillandsia usneoides                  |  |
| Tillandsia utriculata Ananas-sauvage. Tillandsie à feuilles utriculées.                     | Épiphyte, variable.                                                              | - Guadeloupe: Commun, jusqu'à 600m d'altitude - Martinique: Commun | Tillandsia utriculata                 |  |
| Vriesea antillana Ananas Grand-Bois Vriésie de la Guadeloupe                                |                                                                                  | - Saba, St. Kitts, Montserrat, Guadeloupe, Dominique, Martinique, St. Lucie. |                                       |  |
| Werauhia guadelupensis Ananas Grand-Bois Vriésie de la Guadeloupe                           | Épiphyte, Haut de 80 cm.                                                         | - Guadeloupe: Bois du Gommier, des environs de Bagatelle, des Palmistes, des hauteurs des Vieux-Habitants, de la Pointe-Noire, des Trois-Rivières, entre 400 m et 900 m d'altitude. - Martinique, Antigua, Montserrat, Dominique, Martinique                                    |                                       |  |
| Werauhia ringens Ananas Bois                                                                | Épiphyte,                                                                        | - Grandes et Petites Antilles, Amérique Centrale et Amérique du Sud. |                                       |  |
| Werauhia urbaniana Ananas Sauvage                                                           | Épiphyte, rarement terrestre                                                     | - Amérique Centrale, Nord de l'Amérique du Sud, Grandes et Petites Antilles (Saba, Saint Eustache, Montserrat, Guadeloupe, Dominique,Martinique, Sainte-Lucie,Saint Vincent, grenade).                                                                                          |                                       |  |
| Wittmackia lingulata Ananas sauvage.                                                        | Épiphyte Hauteur 80 cm Feuilles larges rigides, brusquement acuminées au sommet. | - Guadeloupe: Bois humides ou secs de Gourbeyre (Morne Goblin), Houëlmont (batterie), Camp-Jacob, Pointe-Noire, Ravine-Chaude, Deshaies (près de la mer), (entre 200 et 700 m). - Martinique: Calebasse, Fonds-Saint-Denis, Gros-Morne, Grand'Anse, bords supérieurs du Lorrain | Aechmea lingulata                     |  |